# 주목할 만한 시선
주목할 만한 시선(프랑스어: Un Certain Regard)은 칸 영화제의 공식 초정작으로 구성된 한 부문이다. 살 드뷔시(Salle Debussy) 극장에서 상영되며, 황금종려상 경쟁 부문과 동시에 진행된다.

## 대상 수상자
1998년, 재능있는 젊은이들을 발굴하고 독창성을 격려하기 위해 주목할 만한 시선상(Prix Un Certain Regard)이 부문에 도입됐다. 선정된 작품 한 편은 프랑스 배급을 지원하기 위한 지원금이 지급된다.
| 연도   | 영화                                        | 수상자                  | 국적            |
| ------ | ------------------------------------------- | ----------------------- | --------------- |
| 1998년 | 《킬러》                                    | 다레잔 오미르바예프     | 카자흐스탄*     |
| 1999년 | 《아름다운 사람들》                         | 자스민 디즈더           | 영국* 보스니아* |
| 2000년 | 《그녀를 보기만 해도 알 수 있는 것》        | 로드리고 가르시아       | 콜롬비아*       |
| 2001년 | 《Amour d'enfance》                         | 이브 쇼몽               | 프랑스*         |
| 2002년 | 《친애하는 당신》                           | 아피찻퐁 위라세타쿤     | 태국*           |
| 2003년 | 《베스트 오브 유스》                        | 마르코 툴리오 지오다나  | 이탈리아*       |
| 2004년 | 《물라데》                                  | 우스만 셈벤             | 세네갈*         |
| 2005년 | 《라자레스쿠씨의 죽음》                     | 크리스티 푸이유         | 루마니아*       |
| 2006년 | 《럭셔리 카》                               | 왕차오                  | 중국*           |
| 2007년 | 《캘리포니아 드리밍》                       | 크리스티앙 네메스쿠     | 루마니아        |
| 2008년 | 《툴판》                                    | 세르게이 드보르체보이   | 카자흐스탄      |
| 2009년 | 《송곳니》                                  | 요르고스 란티모스       | 그리스*         |
| 2010년 | 《하하하》                                  | 홍상수                  | 대한민국*       |
| 2011년 | 《아리랑》                                  | 김기덕                  | 대한민국        |
| 2011년 | 《스탑트 온 트랙》                          | 안드레아스 드레센       | 독일*           |
| 2012년 | 《애프터 루시아》                           | 미셸 프랑코             | 멕시코*         |
| 2013년 | 《잃어버린 사진》                           | 리티 판                 | 캄보디아*       |
| 2014년 | 《화이트 갓》                               | 코르넬 문드럭초         | 헝가리*         |
| 2015년 | 《램스》                                    | 그리무르 하코나르손     | 아이슬란드*     |
| 2016년 | 《올리 마키 생애 최고의 날》                | 유호 쿠오스마넨         | 핀란드*         |
| 2017년 | 《드렉스》                                  | 모함마드 라술로프       | 이란*           |
| 2018년 | 《경계선》                                  | 알리 압바시             | 스웨덴*         |
| 2019년 | 《인비저블 라이프》                         | 카림 아이누즈           | 브라질*         |
| 2020년 | 코로나19 범유행으로 개최 취소               |                         |                 |
| 2021년 | 《꼭 쥐었던 주먹 풀기》                     | 키라 코발렌코           | 러시아*         |
| 2022년 | 《최악의 아이들》                           | 리스 아코바 & 로망 귀레 | 프랑스          |
| 2023년 | 《하우 투 해브 섹스》                       | 몰리 매닝 워커          | 영국            |
| 2024년 | 《블랙 독》                                 | 관후                    | 중국            |
| 2025년 | 《더 미스테리어스 게이즈 오브 더 플라밍고》 | 디에고 세스페데스       | 칠레*           |

*는 해당 국가의 첫 수상을 나타낸다.

## 전체 수상자 목록
| 연도   | 영화           | 수상자                                      | 수상자 국적 | 상                    |
| ------ | -------------- | ------------------------------------------- | ----------- | --------------------- |
| 2010년 | 하하하         | 홍상수                                      | 대한민국    | 주목할 만한 시선 대상 |
| 2010년 | 10월           | 다니엘 베가 비달, 디에고 베가 비달          | 페루        | 심사위원상            |
| 2010년 | 립스           | 아델라 산체스, 에바 비안코, 빅토리아 라포소 | 아르헨티나  | 여우주연상            |
| 2011년 | 아리랑         | 김기덕                                      | 대한민국    | 주목할 만한 시선 대상 |
| 2011년 | 스톱드 온 트랙 | 안드레아스 드레센                           | 독일        | 주목할 만한 시선 대상 |
| 2011년 | 엘레나         | 안드레이 즈비아진세프                       | 러시아      | 심사위원 특별상       |
| 2011년 | 이별           | 모하마드 라술로프                           | 이란        | 감독상                |
| 2012년 | 애프터 루시아  | 미셸 프랑코                                 | 멕시코      | 주목할 만한 시선 대상 |